# Джеб Бредлі
Джеб Бредлі (англ. Jeb Bradley; нар. 20 жовтня 1952, Румфорд, Мен) — американський політик-республіканець, з 2003 по 2007 рр. представляв 1-й округ штату Нью-Гемпшир у Палаті представників США.
У 1974 р. закінчив Університет Тафтса в Медфорді (штат Массачусетс), де отримав ступінь бакалавра з соціології. Проживши кілька років у Швейцарії, повернувся назад до Сполучених Штатів у 1981 р. До 1997 р. працював у магазині органічних продуктів Evergrain Natural Foods у Нью-Гемпширі. Бредлі також брав активну участь у бізнесі у сфері живопису і на ринку нерухомості.
Спочатку Бредлі був членом Демократичної партії, у 1989 р. перейшов до республіканців. З 1990 по 2002 рр. він був членом Палати представників Нью-Гемпширу.
У квітні 2009 р. Бредлі був обраний на довиборах до Сенату Нью-Гемпширу, з 2010 р. — лідер сенатської більшості. Одружений, живе у Вольфборо.